# رومانوس دوم
رومانوس دوم (به یونانی: ΄Ρωμανός Β) (به انگلیسی: Romanos) (زادهٔ ۹۳۹ – درگذشتهٔٔ ۹۶۳) امپراتور بیزانس از ۹۵۹ تا هنگام مرگش در ۹۶۳ بود.

## زندگینامه
رومانوس پسر کنستانتین هفتم، امپراتور وقت بیزانس بود و در ۶ سالگی به امپراتوری مشترک با پدرش رسید. در ۹۵۶ با تئوفانو، دختر زیباروی و جاه‌طلب مهمانخانه‌داری ازدواج کرد و باهمدستی او پدرش را به‌وسیلهٔ خوراندن زهر به او در ۹۵۹ به قتل رساند. رومانوس سپس خود در همان سال با عنوان رومانوس دوم بر تخت امپراتوری بیزانس نشست وی زمانی که برتخت نشست می خواست اقتدار مادرش هلنا را که در قدرت با امپراتوران تا اندازه زیادی شریک بود و داشت بر امپراتوری بیزانس حکومت می کرد را بگیرد اما موفق نشد هر چند که همسر وی تئوفانو مادرشوهرش را زهر داد و قدرت سیاسی زیادی به عنوان مشاوره سیاسی همسرش و امپراتریس بیزانس گرفت.
رومانوس از نظر سیاسی فردی ناتوان بود اما از آنجا که ادارهٔ امور کشور در دست افراد توانمندی همچون ژوزف برینگاسِ خواجه قرار داشت و مهمتر از او فرماندهٔ توانمندی همچون نیکه‌فوروس فوکاس ادارهٔ امور نظامی را برعهده گرفته بود به‌همین دلیل امپراتوری بیزانس در دوران فرمانروایی او توانست شاهد پیروزی‌های چشمگیری (همچون بازپس‌گیری کرت) بوده و بر وسعت امپراتوری نیز در این زمان افزوده شد هر چند که قدرت و حکومت وی و افرادش تحت تاثیر امپراتریس تئوفانو محدود شد بود.
رومانوس دوم از همسرش صاحب دو پسر شد و پسر بزرگش باسیل دوم را در ۹۶۰ و پسر کوچکش کنستانتین هشتم را در ۹۶۱ با فشار همسرش تئوفانو به امپراتوری مشترک با خود برگزید. با این حال خود او تنها چهار سال پس از بر تخت نشستنش ناگهان در ۹۶۳ و در ۲۴ سالگی درگذشت و چنین شایع شد که تئوفانو او را مسموم کرده‌است. همین موضوع سبب شد تا بین تئوفانو و ژوزف برینگاس که به نایب‌السطنتی فرزندانش رسیده بود مشکلاتی بروز نماید و در نتیجه تئوفانو از ژنرال نیکه‌فوروس فوکاس درخواست یاری نمود.
سرانجام نیکه‌فوروس با کمک تئوفانو و پس از یک دوره درگیری با برینگاس از سوی سپاهانش امپراتور خوانده شد و با عنوان نیکه‌فوروس دوم بر تخت امپراتوری بیزانس نشست.